# Entamoeba hartmanni

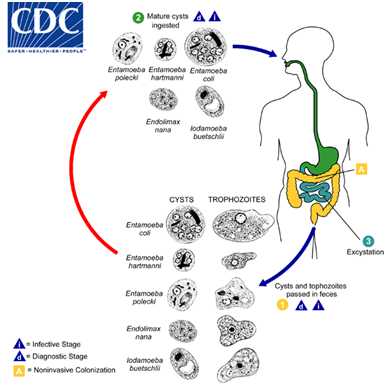
Cykl życiowy kilku niepatogennych gatunków zaliczanych do rodzaju Entamoeba (w tym E. hartmanni)

Entamoeba hartmanni – gatunek pełzaka (ameby) zaliczanego do Archamoebae. Jest niepatogennym komensalem przewodu pokarmowego niektórych zwierząt (w tym człowieka). Morfologicznie i anatomicznie wykazuje wiele podobieństw z pełzakiem czerwonki (E. histolytica), stąd dawniej nazywany on był jego „małą rasą”. Występuje w dwóch formach:
- Trofozoit – okrągły, o średnicy 4–11 μm[1] lub 8–11 μm[2]. Jądro komórkowe jest pojedyncze[2], kariosom znajduje się w jego centrum, zaś chromatyna zazwyczaj umieszczona jest ekscentrycznie (choć u 20–25% osobników chromatyna ułożona jest w jednostronne, łukowate zgrubienia). W cytoplazmie znajduje się wiele wodniczek pokarmowych, które są przystosowane do trawienia m.in. bakterii i drożdży. Ta forma żyje w świetle jelita grubego[1].
- Cysta – okrągła lub owalna[1], o średnicy 7–10 μm (niedojrzała, 1–2 jądra komórkowe, zawiera małe wodniczki z glikogenem) lub 4,5–6 μm (dojrzała, 4 jądra komórkowe)[1][2]. Jest wydalana z organizmu razem z kałem[1].

## Ekologia
Gatunek kosmopolityczny. Występuje we wszystkich krajach świata.